# Esgrima del cuchillo gaucho
El Esgrima del cuchillo gaucho fue creado en las pampas argentinas por este grupo originario, los gauchos. Aparte de ser un elemento para cortar como herramienta de trabajo, para matar animales y cuerearlos, hacer tientos y trabajar el cuero que utiliza en sus manualidades, para trabajar madera, etc., lo utiliza también como un arma de defensa personal, al estilo del esgrima, que junto a su caballo, forman una mejor alianza, así también con sus propias leyes y filosofías muy caractísticas de los gauchos, como sucede en algunas artes marciales occidentales.